# Пољопривреда Кипра
Пољопривреда на Кипру чинила је окосницу његове привреде када је Кипар стекао независност 1960. године. Углавном се састојала од малих газдинстава, а понекад чак и газдинстава потрошачке пољопривреде. Током 1960-их, пројекти наводњавања омогућили су извоз поврћа и воћа; све комерцијализованија пољопривреда била је у стању да задовољи потребе Британаца и трупа Уједињених нација стационираних на острву за месом, млечним производима и вином, као и све већи број туриста.
Почетком 1970-их, кипарске фарме, које су још увек биле у великој мери мале јединице којима су управљали власници, снабдевале су око 70 процената робног извоза и запошљавале око 95.000 људи, или једну трећину економски активног становништва острва. С обзиром на експанзију производног и услужног сектора, међутим, значај пољопривреде је опадао, па је у првој половини 1970-их њено учешће у БДП-у износило 18 процената.
Де факто подела острва 1974. оставила је заједницу турских Кипрана на северу у поседу пољопривредних ресурса који су производили око четири петине усева цитруса и житарица, две трећине зелене сточне хране и сав дуван. Јужни део острва је задржао скоро све острвске површине за узгој винове лозе и листопадног воћа. Југ је такође поседовао земље које су производиле отприлике три четвртине вредног усева кромпира и другог поврћа (осим шаргарепе), половину стабала маслина на острву и две трећине стабала рогача. Осим тога, југ је задржао две трећине сточног фонда.
Турска окупација изазвала је велику некоординисану размену пољопривредне радне снаге између северне и јужне зоне. Настала значајна незапосленост у пољопривреди супротстављена је владиним акцијама које су укључивале финансијску помоћ пољопривредницима под добрим условима. До 1978. године број људи који су радили у пољопривреди у области под контролом владе износио је око 47.000, или 23 % радно активног становништва. Након тога, међутим, удео радне снаге у пољопривреди је опао на 20,7 % 1979. и 15,8 % 1987. Њен допринос привреди је такође опао са 17,3 % БДП -а у 1976. на 10,7 % у 1979. и 7,7 % у 1988. Међутим, овај удео је био важан за привреду југа и 1988. године додата вредност у пољопривреди, при сталним ценама из 1985. године, износила је 112,7 милиона C£.
Удео пољопривреде у националној економији додатно је опао током 1990-их, пошто је економијом кипарских Грка још више доминирао услужни сектор. Повољна клима острва и његова локација у близини његовог водећег тржишта, западне Европе, међутим, значи да пољопривреда остаје важан и стабилан део укупне привреде. Владини пројекти за наводњавање, субвенције и пореска политика подстакли су  пољопривреду, као и истраживања нових усева и нових сорти оних који се већ узгајају.
Министарство пољопривреде и природних ресурса улаже напоре за унапређење пољопривреде, рибарства и шумарства. Овом министарству потчињени су и помагали су, између осталих, Институт за пољопривредна истраживања, Ветеринарска служба, Метеоролошка служба, Одељење за водопривреду, Одељење за шуме и Одељење за геолошка истраживања.
Поред макроекономских разлога, влада је подстицала пољопривреду јер је обезбеђивала запошљавање на селу, што је одржавало живот на селу и ублажавало пренасељеност градова. Пољопривредна делатност малог обима спречила је неке регионе да изгубе већи део свог становништва. Пољопривредни рад са скраћеним радним временом је такође омогућавао градским становницима да остану у контакту са својим селима и давао им додатни приход.

## Водни ресурси
Снабдевање водом Кипра било је и неадекватно и нередовно. Просечна количина падавина од 500 мм, углавном зими, чинила је острво прилично сувим у остатку времена јер ниједна река није текла током целе године. Током колонијалног периода започет је програм изградње брана и акумулација, а до независности Кипар је имао шеснаест брана са капацитетом складиштења од шест милиона кубних метара, или 1 одсто од процењених 600 милиона кубних метара искоришћеног отицања острва од годишњих падавина.
Након стицања независности покренут је низ великих пројеката за повећање капацитета акумулација, који је достигао 300 милиона кубних метара до 1990. Најважнији од ових пројеката, и највећи развојни пројекат на Кипру од независности, био је Пројекат Јужни преносник, који је прикупљао вишак воде са југозападног дела острва и преносио га 110 километара дугом линијом у централни и источни део острва. Када је пројекат био завршен 1993. године, он, као и низ других великих пројеката, гарантовали су пољопривредницима и становницима Никозије и других градова адекватне количине воде у наредном веку.

## Коришћење и поседовање земљишта
На Кипру су током османског периода постојале три категорије земљопоседа: приватно, државно и комунално. Ова подела је наставила да карактерише поседовање земље у области грчких Кипрана 1990. Већина земљишта била је у приватном власништву. Највећи приватни земљопоседник била је Кипарска црква, чији је посед пре турске инвазије обухватао око 5,8 одсто обрадиве земље на острву.
Неограничено правно власништво над приватним земљиштем датира тек од 1946. године, када је британска администрација донела нови закон о земљишту који је заменио закон о земљишту који је био на снази под Османлијама, у којем је сво пољопривредно земљиште припадало држави. Они који су обрађивали земљу били су у ствари наследни закупци, чије је право на земљу било плодоуживање. Земљиште се могло преносити са оца на сина, али се њиме није могло другачије располагати без званичне дозволе.
Закон о непокретној имовини из 1946. године успоставио је данашњу правну основу за поседовање земље. Сва бивша државна земљишта која су уредно стекли појединци проглашена су приватном својином; приватна својина како је дефинисана у бившем османском земљишном законику такође је наставила да буде приватна својина. Заједничко земљиште је остало у власништву села или градова, а сва ненасељена и неискоришћена земља која није била законито поседована (већина шумског земљишта, на пример) постала је државна земља.
И грчка и турска пракса наслеђивања захтевала је поделу имања међу преживелим наследницима. У време закона из 1946. године, фрагментација земљишта је већ била велика, многа имања нису имала приступне путеве, а власници су често поседовали различит број парцела које су могле бити раздвојене и до неколико километара.
Упркос закону из 1946. године, фрагментација парцела се наставила. Попис из 1946. дефинисао је 60.179 поседа од просечно 7,2 хектара. До 1960. године број поседа је порастао на 69.445, што је повећање од 15,4 процента, а просечна величина поседа се смањила на 6,2 хектара. До 1974. просечна величина поседа била је процењена на 5 хектара. Имање је ретко представљало један комад земље; већина се састојала од малих парцела, у просеку десет по газдинству 1960. У неким селима просечан број парцела је био 40, а забележени су екстреми од 100 парцела које је држао један пољопривредник.
Влада је донела Закон о консолидацији земљишта из 1969. како би решила проблем поседа земљишта. Законом је установљена Централна управа за комасацију, са овлашћењем да купује и принудно стиче земљиште и другу имовину, коју може продати или користити за комасацију. У одбору власти били су чланови неколико министарстава и ресора, као и представници пољопривредника. На нивоу села, одбори представника владе и локалних пољопривредника координирали су и надгледали локални програм.
Комасација се састојала од спајања уситњених поседа. Двоструки и вишеструки поседи су требали бити елиминисани, а парцеле мање од минимума наведених у закону о земљишту из 1946. године требало је да буду експроприсане. Земљиште у државном власништву би се могло користити за повећање поседа; примаоци су могли да купе земљиште по тренутним тржишним ценама, плаћајући у ратама са ниским каматама. Власник фарме који је изгубио земљу у процесу прерасподеле требало је да добије земљиште исте вредности као и његов претходни посед. Програм комасације подразумевао је и изградњу сервисне путне мреже за повезивање свих парцела са већим саобраћајницама.
До краја 1988. године завршено је двадесет осам пројеката комасације, а тридесет један пројекат је био у току. Тамо где су пројекти завршени, ситне парцеле су скоро елиминисане, просечна величина парцела је повећана за 100 одсто, а број парцела је опао за око 70 одсто.

## Земљорадничке задруге
Покрет пољопривредних задруга на Кипру основало је 1909. године сеоско друштво фармера који су се вратили са инспекцијске турнеје по Британији и Немачкој.
Развој задружног покрета био је спор, углавном због тога што је мали број сељана био квалификован да управља задругама. Преко задруга је функционисала Пољопривредна банка, основана 1925. године за давање средњорочних и дугорочних кредита пољопривредницима. Године 1937. нови подстицај покрету дало је оснивање Задружне централне банке (ЗЦБ), са чланством ограниченим на задруге.
Иницијална функција банке била је да чланове обезбеди средствима за краткорочне зајмове. Ова функција је проширена 1960. године (када је ЗЦБ апсорбовала Пољопривредну банку) укључењем средњорочних и дугорочних кредита. До касних 1980-их, ЗЦБ је била трећа највећа банка у области под контролом владе у смислу депозита. Банкарска активност задружног покрета била је посебно јака на селу, али је конкурисала и конвенционалним банкама у урбаним срединама и имала око 30 одсто учешћа у банкарском пословању у целини.
Поред банкарске и кредитне делатности, задружни покрет је подржавао и малопродајне објекте. Задруге су такође пласирале пољопривредне производе и извозиле велике количине агрума, другог воћа, стоног грожђа и поврћа. Највећа винарија на острву била је Задружна винарија SODAP Ltd.

## Производња 2018. године
Кипар је произвео 2018:
- 106 хиљада тона кромпира;
- 37 хиљада тона мандарина;
- 23 хиљаде тона грожђа;
- 20 хиљада тона поморанџи;
- 19 хиљада тона грејпфрута;
- 19 хиљада тона маслина;
- 18 хиљада тона пшенице;
- 18 хиљада тона јечма;
- 15 хиљада тона парадајза;
- 13 хиљада тона лубеница;
- 10 хиљада тона диња;

поред мањих производњи других пољопривредних производа.

## Усеви
Ратарска производња је била далеко најважнија компонента пољопривреде. У 1988. допринела је са 71 % укупне додате вредности у пољопривреди, у поређењу са 19 % од сточарства. Помоћна производња је допринела са 6 %; удео рибарства и шумарства износио је 3, односно 1 %.
На Кипру се узгаја широк спектар усева. Житарице (пшеница и јечам), махунарке, поврће (шаргарепа, кромпир и парадајз), воће и друге културе дрвећа (бадеми, јабуке, банане, рогач, грожђе, грејпфрут, лимун, диње, маслине, поморанџе и брескве).
Усеви се заливају кишом или системом наводњавања. Пшеница и јечам се заливају кишом  или су са сушних терена, као и рогачи, маслине, сточна храна и винско грожђе. Усеви који захтевају наводњавање укључују поврће, агруме, листопадно воће, банане и стоно грожђе. Ови усеви који се наводњавају чинили су половину пољопривредне производње.
Житарице, углавном пшеница и јечам, расту углавном на Месаорији, централној равници острва. Производња је веома варирала, у зависности од падавина. Значај пшенице у односу на јечам стално је опадао током 1980-их, као резултат већих субвенција датих за узгој јечма.
Упркос субвенцијама и удвостручењу производње јечма, само је део домаћих потреба за житарицама био задовољен, и био је неопходан значајан увоз. Тржишно поврће расло је у многим областима широм острва. Кромпир је био најважнији од ових усева, далеко надмашујући парадајз, шаргарепу, диње, краставце и друге. У ствари, кромпир је био најважнији пољопривредни производ крајем 1980-их, током којих се више од 80 одсто његове производње извозило. Кромпир је 1987. године зарадио 10 одсто укупне вредности домаћег извоза, више од било ког другог артикла осим одеће. Због тога што се кипарски кромпир убира два пута, зими и у рано пролеће, имао је конкурентску предност на европском тржишту. Британија је била највећи потрошач. Недостатак одговарајућег земљишта и потреба за наводњавањем значили су да је значај кромпира за кипарску пољопривреду опао током 1990-их, али ће он остати један од главних ослонаца овог сектора.
Производња цитруса је била још једна култура за наводњавање која је била важна за извоз; око 75 одсто производње потрошено је у иностранству. Дуж обала налазили су се шумарци наранџи, лимуна, грејпфрута и мандарина. За разлику од производње кромпира, очекивало се да ће производња цитруса значајно порасти током 1990-их, а једна процена је предвиђала принос од 350.000 тона до краја века, у поређењу са 169.000 тона 1989.
Виноградарство и производња вина су вековима биле главне економске активности на Кипру. Већина винограда се налази у југозападном делу острва на обронцима планине Тродос у округу Пафос и у брдовитим пределима у округу Лимасол. Део грожђа се гајио за трпезу, али је око четири петине рода искоришћено за вино, а две трећине се извозило. У 1989. години берба грожђа износила је 212.000 тона, а производња вина 34,1 милион литара.
Најчешће гајене сорте грожђа биле су Ксинистери и Мавро. Влада је предузимала систематске напоре да побољша квалитет кипарског грожђа, а производиле су се различите врсте вина како би се повећао извоз, углавном у Европу.
Гајене су и листопадне врсте дрвећа уобичајене за умерену климу, укључујући маслине, јабуке, крушке, брескве, рогачи и трешње. Ови усеви су захтевали хладно време током године, а воћњаци су били скоро у потпуности у планинским пределима. Дрвеће бадема, коме није потребно хладно време, било је распрострањено на равницама. Маслине су биле најважнији извозни артикал од ових дрвенастих биљака.

## Стока и живина
Сточарски производи, укључујући живину и млеко, чинили су значајан део бруто производње по вредности пољопривредног сектора. Године 1989. било је 49.000 говеда, 325.000 оваца, 208.000 коза, 281.000 свиња и 2.475.000 кокошака у области под контролом владе. Током 1980-их, сточарска производња се отприлике удвостручила, као резултат субвенција, строгих увозних прописа и истраживања под покровитељством владе која су побољшала и квалитет стоке и управљање њоме. Иако су кипарски Грци имали довољно свињетине и живине, било је неопходно увозити говедину, телетину и овчетину да би се задовољиле домаће потребе. Стручњаци су веровали да би постепено укидање увозних ограничења, како то захтева Споразум о царинској унији ЕЕЗ, многе неефикасне узгајиваче стоке оставило без посла.

## Рибарство и шумарство
Риболов је био од мале важности за Кипар кроз историју. Повремени ток река инхибира природно размножавање слатководне рибе, а околне воде генерално имају мањак хранљивих материја и повезаног планктона који су неопходни за раст велике популације морских риба.
Турска инвазија је резултирала губитком неких од бољих риболовних подручја. До друге половине 1980-их, кредити и субвенције Министарства за рибарство обезбедили су постојање рибарске флоте од неколико стотина малих пловила, а годишњи улов је премашио оне који су претходили 1974. 1989. године улов је износио 2.600 тона живе тежине.
Осамдесетих година прошлог века такође су почеле да раде фарме слане и слатководне рибе. Велики део њихове производње је извезен. Експериментална фарма рибе требало је да се отвори 1990-их у Менеуу, близу Ларнаке.
Шумарство је играло веома малу улогу у економији кипарских Грка. У периоду 1986–1988, додата вредност од шумарства износила је 0,01 одсто укупне пољопривредне производње у све три године.
Скоро све шуме на југу биле су у власништву државе, која је дуго водила активан и софистициран програм за њихову негу и унапређење. Турска инвазија 1974. године знатно је оштетила шуме на острву, али су до 1980-их пројекти пошумљавања поправили велики део штете. Факултет за шумарство, који су основали Британци у колонијалном периоду, уживао је међународну репутацију.

## Цитирани радови
- Solsten, Eric, ур. (1993). Cyprus: a country study (4th изд.). Washington, D.C.: Federal Research Division, Library of Congress. ISBN 0-8444-0752-6. OCLC 27014039.